# 全国装蹄競技大会
全国装蹄競技大会（ぜんこく・そうてい・きょうぎたいかい）は毎年10月に、栃木県宇都宮市の装蹄教育センターをメイン会場に行われる、認定装蹄師による技能コンクールである。
同コンクールは、装蹄に必要な蹄鉄の製作、並びに実際の馬を見て装蹄をするための判断能力を競うもので、各地で行われる地方予選の上位入賞者、並びに、過去の優勝者など主催者の日本装削蹄協会が特に推薦する者などが全国装蹄競技大会に進む。

## 審査内容
コンクールの審査内容は、大きく3部門からなる。
- 「装蹄判断競技」　馬の状態を観察・把握し、その馬に的確な装蹄方針を判断し、筆記形式で回答する。
- 「単独造鉄競技」　鉄の延べ棒から新標準蹄鉄07タイプを前肢・後肢それぞれ1個ずつを制限時間内（25分）に制作する。
- 「装蹄競技」　鉄の延べ棒から標準蹄鉄05タイプを前肢・後肢にそれぞれ1個ずつを制限時間内（20分）に制作し、さらにそれを実際の馬に制限時間内（45分）に装蹄するところを審査する。

この装蹄審査は単独造鉄審査終了時点での上位20名までが出場できるため、事実上、装蹄判断審査と単独造鉄審査が予選ラウンド、装蹄審査が決勝ラウンドである。
以上の3部門の総合成績をもって、総合優勝者に農林水産大臣賞が贈呈されるとともに、上位入賞者には翌年春にアメリカ合衆国で行われる世界規模の装蹄コンクールである「北米装蹄競技大会」へ派遣される権利が与えられる。また各部門それぞれにおいても部門賞の審査が行われる。
上記のコンクールとは別に、サイドイベントとして、「ホームメイドシュー・コンテスト」と題した、毎年課題となる蹄鉄がを決められ、自宅や職場にて課題蹄鉄を作成しその出来栄えを競うコンクールと、本戦競技終了後に会場で行われる「エキシビジョン競技」がある。